# Sodimejo
Sodimejo, también conocido como Mbah Gotho (Sragen, Java Central; 31 de diciembre de 1870-ibídem, 30 de abril de 2017) fue un hombre de Indonesia que se proclamó como la persona más longeva que jámas se haya registrado. En agosto de 2016 su edad notificada fue de 145 años, 22 años más que la persona más antigua registrada oficialmente, Jeanne Calment (1875-1997).
Numerosos medios de comunicación han informado ampliamente su pretensión, incluyendo fotografías de su tarjeta de identificación (emitida en 2014), que muestra y reivindica su fecha de nacimiento. Reclamó que le reconocieran como el hombre más longevo, y aunque funcionarios de la oficina de identificación local confirman la fecha, no hay ninguna tercera verificación independiente de su fecha de nacimiento que se requiere para el reconocimiento de su longevidad por parte de las autoridades de registro como el Libro Guinness de los Récords.
Sodimejo tenía su lápida preparada desde 1990, comprada por su familia. En 2016, se encontraba muy delicado de salud, con problemas de movilidad y de la vista.
Murió el 30 de abril de 2017 a los 147 años de edad de un paro cardiorespiratorio. Fue enterrado en la zona oriental de la provincia de Java Central, al lado de la tumba de una de sus hijas.